# Ceratina denesi
Ceratina denesi är en biart som beskrevs av Terzo 1998. Ceratina denesi ingår i släktet märgbin, och familjen långtungebin. Inga underarter finns listade i Catalogue of Life.